# Once de Febrero, Tabasco
Once de Febrero är en ort i Mexiko.   Den ligger i kommunen Cunduacán och delstaten Tabasco, i den sydöstra delen av landet, 600 km öster om huvudstaden Mexico City. Once de Febrero ligger 20 meter över havet och antalet invånare är 313.
Terrängen runt Once de Febrero är mycket platt. Runt Once de Febrero är det ganska tätbefolkat, med 155 invånare per kvadratkilometer. Närmaste större samhälle är Cárdenas, 9,0 km sydväst om Once de Febrero. Trakten runt Once de Febrero består till största delen av jordbruksmark.